# 罗恩·莱科克
罗恩·莱科克（英語：Ron Laycock，1965年10月18日—），澳大利亚男子举重运动员。他曾代表澳大利亚参加1986年和1990年英联邦运动会举重比赛，获得二枚金牌、一枚银牌和一枚铜牌。他也曾参加1988年和1992年夏季奥运会。